# Кубок Німеччини з футболу 1997—1998
Кубок Німеччини з футболу 1997—1998 — 55-й розіграш кубкового футбольного турніру в Німеччині. У кубку взяли участь 64 команди. Переможцем кубка Німеччини вдев'яте стала мюнхенська Баварія.

## Другий раунд
| Команда 1                         | Рахунок         | Команда 2             |
| --------------------------------- | --------------- | --------------------- |
| 23 вересня 1997                   |                 |                       |
| Айнтрахт (Трір) (3)               | 1:0             | Шальке 04             |
| Вальдгоф (3)                      | 4:3             | Енергі (Котбус) (2)   |
| Дуйсбург                          | 1:0             | Бохум                 |
| Карлсруе СК                       | 2:2 дч пен. 2:4 | Армінія (Білефельд)   |
| Айнтрахт (Франкфурт-на-Майні) (2) | 3:0             | Вердер                |
| Алеманія (Аахен) (3)              | 2:1 дч          | Лейпциг (2)           |
| Вольфсбург                        | 3:3 дч пен. 3:4 | Баварія               |
| 24 вересня 1997                   |                 |                       |
| Штутгарт                          | 2:0             | Герта                 |
| Баєр 04                           | 2:1 дч          | Гамбург               |
| Гройтер-Фюрт (2)                  | 2:4             | Боруссія (Дортмунд)   |
| Ганновер 96 (3)                   | 2:1             | Мюнхен 1860           |
| Саарбрюкен (3)                    | 0:4             | Кайзерслаутерн        |
| Меппен (2)                        | 4:1             | Штутгартер Кікерс (2) |
| Ульм 1846 (3)                     | 4:1             | Майнц 05 (2)          |
| Мангайм (3)                       | 1:1 дч пен. 3:4 | Карл Цейс (2)         |
| 25 вересня 1997                   |                 |                       |
| Любек (3)                         | 1:4             | Юрдінген 05 (2)       |

## Третій раунд
| Команда 1            | Рахунок         | Команда 2                         |
| -------------------- | --------------- | --------------------------------- |
| 28 жовтня 1997       |                 |                                   |
| Айнтрахт (Трір) (3)  | 2:1             | Боруссія (Дортмунд)               |
| Кайзерслаутерн       | 1:2             | Баварія                           |
| 2 грудня 1997        |                 |                                   |
| Дуйсбург             | 1:0             | Айнтрахт (Франкфурт-на-Майні) (2) |
| Ганновер 96 (3)      | 1:1 дч пен. 2:4 | Карл Цейс (2)                     |
| Ульм 1846 (3)        | 1:3             | Штутгарт                          |
| 3 грудня 1997        |                 |                                   |
| Меппен (2)           | 0:2             | Юрдінген 05 (2)                   |
| Баєр 04              | 1:1 дч пен. 4:3 | Армінія (Білефельд)               |
| Алеманія (Аахен) (3) | 1:1 дч пен. 4:5 | Вальдгоф (3)                      |

## Чвертьфінали
| Команда 1           | Рахунок | Команда 2    |
| ------------------- | ------- | ------------ |
| 16 грудня 1997      |         |              |
| Айнтрахт (Трір) (3) | 1:0     | Вальдгоф (3) |
| Юрдінген 05 (2)     | 0:4     | Штутгарт     |
| Карл Цейс (2)       | 1:2     | Дуйсбург     |
| 17 грудня 1997      |         |              |
| Баварія             | 2:0     | Баєр 04      |

## Півфінали
| Команда 1           | Рахунок          | Команда 2 |
| ------------------- | ---------------- | --------- |
| 17 лютого 1998      |                  |           |
| Баварія             | 3:0              | Штутгарт  |
| 18 лютого 1998      |                  |           |
| Айнтрахт (Трір) (3) | 1:1 дч пен. 9:10 | Дуйсбург  |

## Фінал
| 16 травня 1998 19:30 (CET) |

| Баварія                | 2:1      | Дуйсбург |
| ---------------------- | -------- | -------- |
| Баббель 70' Баслер 89' | Протокол | Салу 20' |

| Олімпіаштадіон, Берлін Глядачів: 75 800 Арбітр: Гартмут Штрампе |